# Constitution prussienne (1850)
Cet article concerne la constitution du royaume de Prusse. Pour la constitution de l'État libre de Prusse, voir Constitution prussienne (1920).
Constitution prussienne (1920)
La Constitution prussienne de 1850 (en allemand : preußische Verfassung von 1850) est la constitution du royaume de Prusse promulguée par le roi Frédéric-Guillaume IV le 31 janvier 1850. Elle est dite Constitution révisée car elle résulte d'une révision de la Constitution prussienne de 1848, octroyée par le monarque le 5 décembre 1848 à la suite de la révolution de Mars.
Frédéric-Guillaume IV la surnomme la « Constitution française » car elle est inspirée de la Charte constitutionnelle octroyée, le 4 juin 1814, par Louis XVIII. Le régime qu'elle instaure est une monarchie limitée. Elle est fondée sur le principe monarchique (monarchische Prinzip), formulé par Friedrich Julius Stahl.
Elle a servi de modèle à la Constitution de l'empire du Japon du 11 février 1889.

## Élaboration et entrée en vigueur
La 18 mars 1848, Guillaume-Frédéric IV convoque le Landtag pour le 2 avril afin que celui-ci adopte la loi relative à l'élection d'une assemblée constituante : l'Assemblée nationale prussienne. La loi est adoptée le 8 avril et la Constituante élue se réunit le 22 mai à Berlin. Elle nomme une commission composée de vingt-quatre de ses membres et qui consacre vingt-neuf séances à l'élaboration du projet de constitution. Le 9 novembre, le gouvernement en transporte le siège à Brandebourg-sur-la-Havel. Le 5 décembre, Guillaume-Frédéric IV prononce la dissolution de la Constituante. Le même jour, il octroie une constitution et convoque le Landtag pour le 26 février 1849 afin que celui-ci procède à sa révision.
La constitution révisée est publiée le 2 février 1850 et entre en vigueur le 6, avec la prestation de serment du roi.

## Contenu
La constitution introduit des cours d'assises, ainsi qu'un contrôle de la monarchie sur le plan judiciaire. Cependant, même si la constitution est acceptée par les libéraux, la Prusse reste loin en deçà des standards dans le domaine ayant cours dans les pays démocratiques. Les réformes qui suivent n'y changent que peu de chose.
Les compétences du parlement en matière législative peuvent par exemple être suspendues en cas de guerre ou d'émeute, un véto absolu du roi limite également le pouvoir parlementaire.
La séparation des pouvoirs n'est pas non plus assurée : le roi peut contourner les décisions de justice. Le vote censitaire est la norme avec le système des trois classes. Par ailleurs, l'armée continue de former un État dans l'État.
Néanmoins, après le chaos de la révolution, cette constitution semi-libérale est déjà considérée comme un progrès notable par la plupart des citoyens prussiens. Elle garantit de nombreux droits fondamentaux.

## Territoire d'application
La constitution est introduite le 12 mars 1850 dans le pays de Hohenzollern, puis le 5 novembre 1854 dans le territoire de la baie de Jade,. Elle est ensuite introduite le 1er octobre 1867 en province de Hesse-Nassau, et au Schleswig-Holstein,. Elle est enfin introduite le 1er juillet 1876 au Lauenbourg et le 18 décembre 1890 au Héligoland.

## Influence
En 1882, Itō Hirobumi, haut fonctionnaire du gouvernement impérial japonais, est chargé d'étudier les constitutions européennes. Assisté d'Inoue Kowashi et de deux juristes allemands, Hermann Roesler et Albert Mosse, Itō rédige un projet de constitution « à l'exemple de la Constitution prussienne de 1850 » qu'il présente au Conseil privé. Promulgué le 11 février 1889, il devient la Constitution de l'empire du grand Japon.